# Jean Roger-Ducasse
Jean Jules Aimable Roger-Ducasse (Bordeus (Nova Aquitània), 18 d'abril, 1873 - Le Taillan-Médoc (departament de Gironda), 19 de juliol, 1954), a  va ser un compositor francès.
Roger-Ducasse va estudiar al Conservatori de París des de 1892. Entre els seus professors hi havia Charles Wilfrid de Bériot, André Gedalge i Gabriel Fauré. El 1898, una de les seves composicions, la seva Petite Suite, es va interpretar en públic per primera vegada. El 1902 va rebre el "Premier Second Prix de Rome". A partir de 1909 va ser inspector de lliçons de cant a les escoles de París i més tard va ser nomenat inspector general de música. El 1935 va ser nomenat professor al Conservatori de París, succeint a Paul Dukas.
Les composicions de Roger-Ducasse estan influenciades per Fauré i Debussy, però també es basen en la tradició polifònica de Johann Sebastian Bach. El seu catàleg d'obres poc extens inclou diverses obres orquestrals, obres per a cor i orquestra, dues òperes (Orphée, Cantegril), dos quartets de corda, un quartet de piano i composicions per a piano.